# 亞娜·克洛奇科娃
亞娜·亞歷山德里芙娜·克洛奇科娃（羅馬化：Yana Oleksandrivna Klochkova；1982年8月7日—），烏克蘭游泳運動員，在她的職業生涯中贏得了五枚奧運獎牌，其中四枚是金牌，她是目前烏克蘭獲得最多奧運獎牌的選手，並於2004年獲頒烏克蘭英雄勳章。

## 生平

### 早年及教育
克洛奇科娃於1982年8月7日出生在克里米亞的辛菲羅波爾的一個體育世家，她的父母都是田徑運動員，7歲時，她開始游泳。2001年，畢業於哈爾科夫體育學院，2004年畢業於基輔烏克蘭國立體育大學。

### 體育生涯
1996年，克洛奇科娃在歐洲青年錦標賽上獲得了第一枚獎牌—銀牌。1997年，她超越了自己的成績，獲得了第一名。
在2000年悉尼奧運和2004年雅典奧運上，克洛奇科娃分別獲得了女子200米和400米混合泳的金牌。2000年在悉尼，她還獲得了800米自由泳銀牌。她成為第一位（也是迄今為止唯一一位）在奧運會上四次登上領獎台的烏克蘭運動員。她還獲得了10個游泳世錦賽冠軍，以及19個歐洲冠軍頭銜。她目前保持著400米個人混合泳的短程世界紀錄。
2004年，她被《游泳世界》雜誌評為年度世界女游泳運動員。同年被授予烏克蘭英雄獎章。
2008年1月，克洛奇科娃宣布退出體育運動。並於2009年3月24日，於哈爾科夫奧林匹克泳池“Aquarena”正式舉辦退役儀式，當天哈爾科夫市長米哈伊爾·多布金、哈爾科夫州副州長謝爾蓋·斯托羅任科、烏克蘭游泳聯合會主席奧列格·喬明、兩屆奧運會排球冠軍尤里·波亞爾科夫都出席了儀式。由於克洛奇科娃的外號為“金魚”，因此儀式上象徵性的展示了一個裝有活金魚的水族館。

### 退役後
2011年，克洛奇科娃擔任烏克蘭國家奧委會基輔分會主席，在2012年離開職位。
克洛奇科娃與來自格魯吉亞的運動員和商人勒凡·諾達羅維奇·羅斯托什維利（Levan Nodarovich Rostoshvili）結婚，目前育有一子。